# Wojny trojańskiej nie będzie

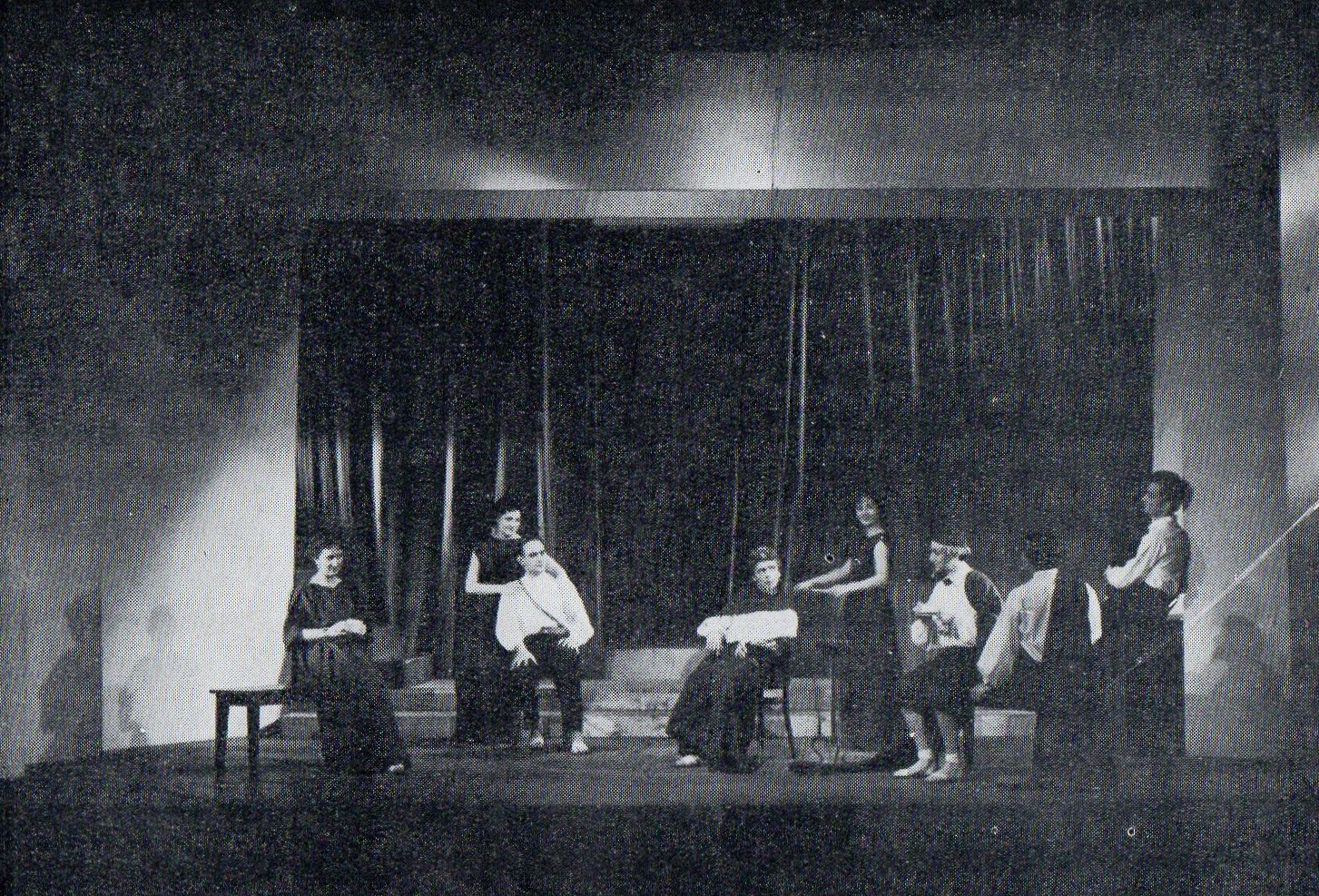
Premiera w 1956 (Akademia Teatralna im. Aleksandra Zelwerowicza w Warszawie)

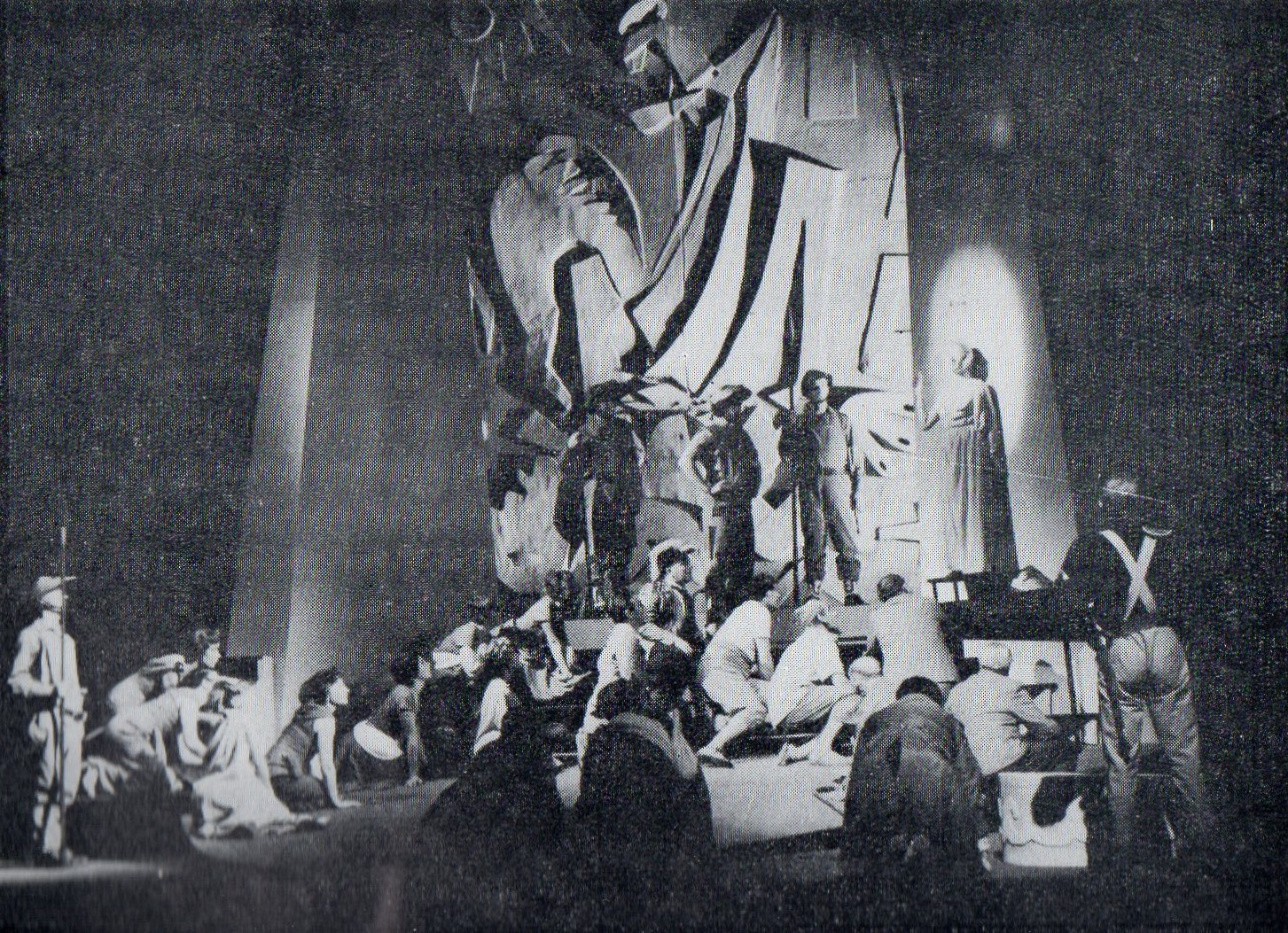
Przedstawienie w Teatrze Wybrzeże w Gdańsku (1958)

Wojny trojańskiej nie będzie (fr. La guerre de Troie n'aura pas lieu) – dramat autorstwa Jeana Giraudoux z 1935.

## Geneza i treść
Utwór wyrasta z sytuacji politycznej i moralnej Europy przed wybuchem II wojny światowej. Autor przeczuwał, że nieunikniony będzie rychły konflikt z Niemcami i z tej przyczyny zapragnął zwrócić uwagę na kwestię odpowiedzialności jednostki za losy zbiorowości, za wybór pokoju lub wojny. Tytuł stanowi nawiązanie do dzieł Antyku, ale jednocześnie jego brzmienie jest w stosunku do nich przekorne. Porwanie Heleny (punkt wyjściowy akcji), jako przyczynę wojny między narodami, wziął Giraudoux z „Iliady”. Imiona poszczególnych bohaterów również. Zamiast jednak opisywać wojenne losy, zajął się sondowaniem postaw ludzkich przed rozpoczęciem walki. Postępowanie i funkcje dramatyczne postaci są również odmienne niż u Homera. Zmianie uległo pojęcie bogów, gdyż działaniami ludzi kieruje u Giraudoux jedynie własna wola – bogowie to funkcje negatywne: bezmyślność, zacietrzewienie, brak refleksji, co dotyczy zarówno jednostek, jak i zbiorowości. Walka (często beznadziejna) z tymi przypadłościami stanowi walkę o oblicze świata i stanowić ma obowiązek każdego cywilizowanego człowieka. Hektor nie pragnie walczyć z wrogami ojczyzny, ale wrogiem jest mu każdy, kto utrudnia mu zachowanie pokoju. Porażka w tym boju nie jest wynikiem działania bogów, lecz wypadkową bezsilności bohatera wobec „głupoty ludzi i żywiołów”. Tragizm sztuki tkwi nie w zaniedbaniu szans na uniknięcie kryzysu, ale w nieuchronności jego przyjścia. Porwanie Heleny jest tylko pretekstem do wojny, a rezygnacja z niej przez Trojan nie jest w stanie zażegnać niebezpieczeństwa.
Sztuka napisana jest na czternaście ról męskich i siedem kobiecych, a także grupę statystów (Trojańczyków).

## Nowatorstwo
Całkowita laicyzacja mitu była w czasach premiery dzieła bardzo nowatorska. Giraudoux znał też znakomicie francuskie układy polityczne w tym czasie, co spowodowało, że sztuka, swoją aktualnością trafiła do dużej części ówczesnej publiczności i była bardzo zrozumiała.

## Pokazy

### Francja
Premiera odbyła się w Théâtre de l'Athénée 21 listopada 1935, jeszcze przed ustaleniem ostatecznej wersji tekstu. Louis Jouvet dokonał w nim cięć i nawet głębokich przebudów niektórych scen z pożytkiem dla koncentracji dramatycznej, jednak ze szkodą dla fantazji poetyckiej Giraudoux. Krytyka przyjęła sztukę w sposób bardzo zróżnicowany – niektórym osobom nie podobał się specyficzny humor dzieła połączony z zagadnieniem wojny. Aktualność dramatu, w którym wyraz znalazły niepokoje epoki, wpłynął jednak na podniesienie pozycji autora w teatrze francuskim.

### Polska
Giraudoux, wkrótce po napisaniu, przekazał maszynopis Janowi Lechoniowi do przetłumaczenia na język polski. Lechoń, po wykonaniu tłumaczenia, przekazał je Zbigniewowi Sawanowi, który nie podjął nad nim żadnych prac aż do 1959. Arnold Szyfman w swoich zbiorach posiadał jednocześnie zupełnie inne tłumaczenie, zawierające adnotację "tłomaczył Jan Lechoń" (pisownia oryginalna). To drugie tłumaczenie było podstawą polskich inscenizacji sztuki, także po dalszych wnoszonych poprawkach i różnicowaniach (tłumaczeń do 1976 funkcjonowało pięć, m.in. Romana Kołonieckiego, Bohdana Korzeniewskiego i Jerzego Kaliszewskiego). Ostatecznie dowiedziono, że oryginalnym tłumaczeniem Lechonia było to, które posiadał Sawan. Pierwszą polską premierę dzieła planowano na 1938, ale uniemożliwiła je cenzura. Następna miała mieć miejsce w końcu lat 40. XX wieku (Edmund Wierciński), ale też nie doszła do skutku. Ostatecznie sztukę wystawiono 1 maja 1956 przez studentów PWST w Warszawie w reżyserii Lecha Komarnickiego, wówczas studenta. Potem grano ją w jeszcze w: 1958 (Teatr Wybrzeże, Gdańsk), 1959 (Stary Teatr im. Heleny Modrzejewskiej w Krakowie i Teatr im. Aleksandra Węgierki, Białystok – dwie niezależne premiery) oraz w 1963 (Teatr Klasyczny w Warszawie).